# Gesvres (Mayenne)
Gesvres ist eine französische Gemeinde mit 541 Einwohnern (Stand: 1. Januar 2022) im Département Mayenne in der Region Pays de la Loire; sie gehört zum Arrondissement Mayenne und zum Kanton Villaines-la-Juhel. Die Einwohner werden Gesvrois genannt.

## Geographie
Gesvres liegt etwa 39 Kilometer ostnordöstlich von Mayenne und etwa 20 Kilometer westsüdwestlich von Alençon. Die Gemeinde gehört zum Regionalen Naturpark Normandie-Maine. Umgeben wird Gesvres von den Nachbargemeinden Pré-en-Pail-Saint-Samson im Norden und Nordwesten, Saint-Pierre-des-Nids im Norden und Nordosten, Saint-Léonard-des-Bois im Osten und Südosten, Saint-Paul-le-Gaultier im Süden und Südosten, Averton im Süden und Westen sowie Crennes-sur-Fraubée im Nordwesten.

## Bevölkerungsentwicklung
| 1962                       | 1968 | 1975 | 1982 | 1990 | 1999 | 2006 | 2019 |
| -------------------------- | ---- | ---- | ---- | ---- | ---- | ---- | ---- |
| 651                        | 625  | 573  | 486  | 489  | 543  | 532  | 509  |
| Quellen: Cassini und INSEE |      |      |      |      |      |      |      |

## Sehenswürdigkeiten
- Kirche Saint-Pierre aus dem 12. Jahrhundert
- Kapelle Sainte-Catherine.
- Kapelle von Rouvadin
- Kapelle Saint-Sulpice
- Menhir La Pierre au Diable